# Dany Verissimo
Dany Verissimo (Vitry-sur-Seine, 27 de junio de 1982), también Dany Verissimo-Petit, es una actriz y modelo francesa. Tras debutar en la pornografía en 2001 con el seudónimo de Ally Mac Tyana, en 2002 emprendió una carrera no pornográfica en el cine y la televisión, también con el nombre de Ally Verissimo.

## Biografía
Nacida de madre malgache y padre francés que se separaron antes de su nacimiento, creció "dividida entre dos mundos, el de su padre en Neuilly-sur-Seine y el de su madre en una vivienda de protección oficial". Pasó parte de su infancia entre Francia, Estados Unidos y Nigeria. Perdió todo contacto con su padre a los 13 años y luego, a los 17, fue "echada" por su madre.
Intentó ser actriz pero no consiguió ningún papel. Más tarde dijo: "La gente me decía que había que tener sexo para tener éxito, y con un espíritu tanto de rebeldía como de fastidio, quise decirles: '¿Quieres ver mi culo? Lo vas a ver en primer plano". Al principio pensó en dedicarse a la gama erótica, pero entonces conoció al director de películas X John B. Root, quien le explicó que, debido a su inusual físico, tendría más éxito en la pornografía.
Bajo la égida de John B. Root, que recreó en torno a ella lo que consideraba una nueva "unidad familiar", inició una carrera como actriz pornográfica, que duró de 2001 a 2002. Durante este período, participó en escenas de clasificación pornográfica en cinco largometrajes, todos ellos dirigidos o producidos por Root, quien la haría debutar en la película French Beauty bajo el alias Ally Mac Tyana en referencia, por un lado, a la protagonista de la serie Ally McBeal, por su frágil cuerpo, y, por otro, a su segundo nombre, Malalatiana.
Durante su colaboración, John B. Root construyó en torno a ella la película Ally, un drama-documental que abarca todo su periodo pornográfico. Al no prever una carrera a largo plazo en la industria, dejó el porno después de dieciséis meses. Considerando que el porno ha "respondido a una demanda de afecto de [ella]", comentó: "En el porno no hay estrellas, sólo estrellas fugaces". Al mismo tiempo, empezó a ser conocida en los medios de comunicación convencionales, siendo citada a menudo en la sección de personas de Libération. Su personalidad atrajo la atención de Cahiers du Cinéma, que le dedicó un artículo en diciembre de 2002.
En 2002, tras el fin de su carrera pornográfica, decidió utilizar su nombre de casada "Verissimo". Dio a luz a una hija en 2003. Más tarde, tras su divorcio, añadió su nombre de nacimiento, Petit, a su nombre artístico. Tras el final de su carrera porno, AB Productions le ofreció presentar dos programas en el canal XXL. También actuó en películas eróticas suaves emitidas en M6, y en 2002 interpretó su primer papel fuera del porno en un episodio de la serie policial Brigade des mineurs, todavía emitida en M6. Tras unas breves apariciones en el cine, en 2004 consiguió uno de los papeles principales de una gran producción, la película de acción Banlieue 13, producida por Luc Besson. Esta película, muy vista en el extranjero, la dio a conocer al público y le permitió lanzar realmente una carrera como actriz no pornográfica.
Tras una primera colaboración con Bettina Rheims en 2007 para la exposición Héroines en la Galería Jérôme de Noirmont, volvió a colaborar con la fotógrafa en 2010, para una nueva exposición, Rose, c'est Paris.
En 2006, junto a James Wilby y Arielle Dombasle, interpretó uno de los papeles principales de Gradiva, la última película dirigida por Alain Robbe-Grillet, que fue presentada fuera de concurso en la 63.ª edición del Festival de Venecia.
A partir de 2008 y durante dos temporadas, fue el rostro de la campaña publicitaria de la marca de moda italiana Piero Guidi. Después apareció en varias series de televisión, como Section de recherches y Maison close. En 2013, tuvo su primer papel teatral, dirigido por Nicolas Briançon, en la obra D.A.F. Marquis de Sade, representada en París en el Ciné XIII Théâtre.